# Корпуана чагарникова
Корпуа́на чагарникова (Asthenes moreirae) — вид горобцеподібних птахів родини горнерових (Furnariidae). Ендемік Бразилії.

## Поширення і екологія
Чагарникові корпуани мешкають на південному сході Бразилії, в горах Серра-ду-Караса, Серра-ду-Ітатіая, Серра-ду-Капарао і Серра-дус-Органус, в штатах Мінас-Жерайс, Сан-Паулу, Ріо-де-Жанейро і Еспіриту-Санту. Вони живуть у високогірних чагарникових заростях та на гірських луках. Зустрічаються на висоті від 1850 до 2800 м над рівнем моря.